# Svenska Bostäder
AB Svenska Bostäder eller bara Svenska Bostäder och i kortform SB, är ett kommunalt bostadsföretag helägt av Stockholms kommun. 

## Historik
Företaget grundades 1944 av byggmästare Baltzar Lundström, och köptes av Stockholms stad år 1947. Med förvärvet beslutades att börja bygga lägenheter i egen regi med egen anställd personal. Det första stora projektet Svenska Bostäder gjorde med Stockholms stad som ägare, var 869 lägenheter och en centrumanläggning i Kärrtorp. Albert Aronson var verkställande direktör i AB Svenska Bostäder mellan 1944 och 1971 och påverkade som sådan planeringen och utförandet av en lång rad förstäder i Stockholm.
1971 förvärvade Svenska Bostäder samtliga aktier i Hyreshus i Stockholm AB, vars verksamhet under det följande året överfördes till Svenska Bostäder.

## Verksamhet
Svenska Bostäder totala lägenhetsbeståndet i det egna samt i dotterbolag är cirka 26 000 och ca 4 000 lokaler. Lägenhetsbeståndet minskade, främst i innerstaden, mellan 1991 och 1994, då den borgerliga majoriteten i Stockholms stad beslöt att alla allmännyttiga bostäder var till salu. Svenska Bostäder är ett av Sveriges största bostadsbolag.
AB Stadsholmen är ett allmännyttigt bostadsföretag, dotterbolag till Svenska Bostäder.
Stockholms Stads bostadsförmedling AB ansvarar för all extern förmedling av Svenska Bostäders lägenheter.

## Exempel på Svenska Bostäders produktion

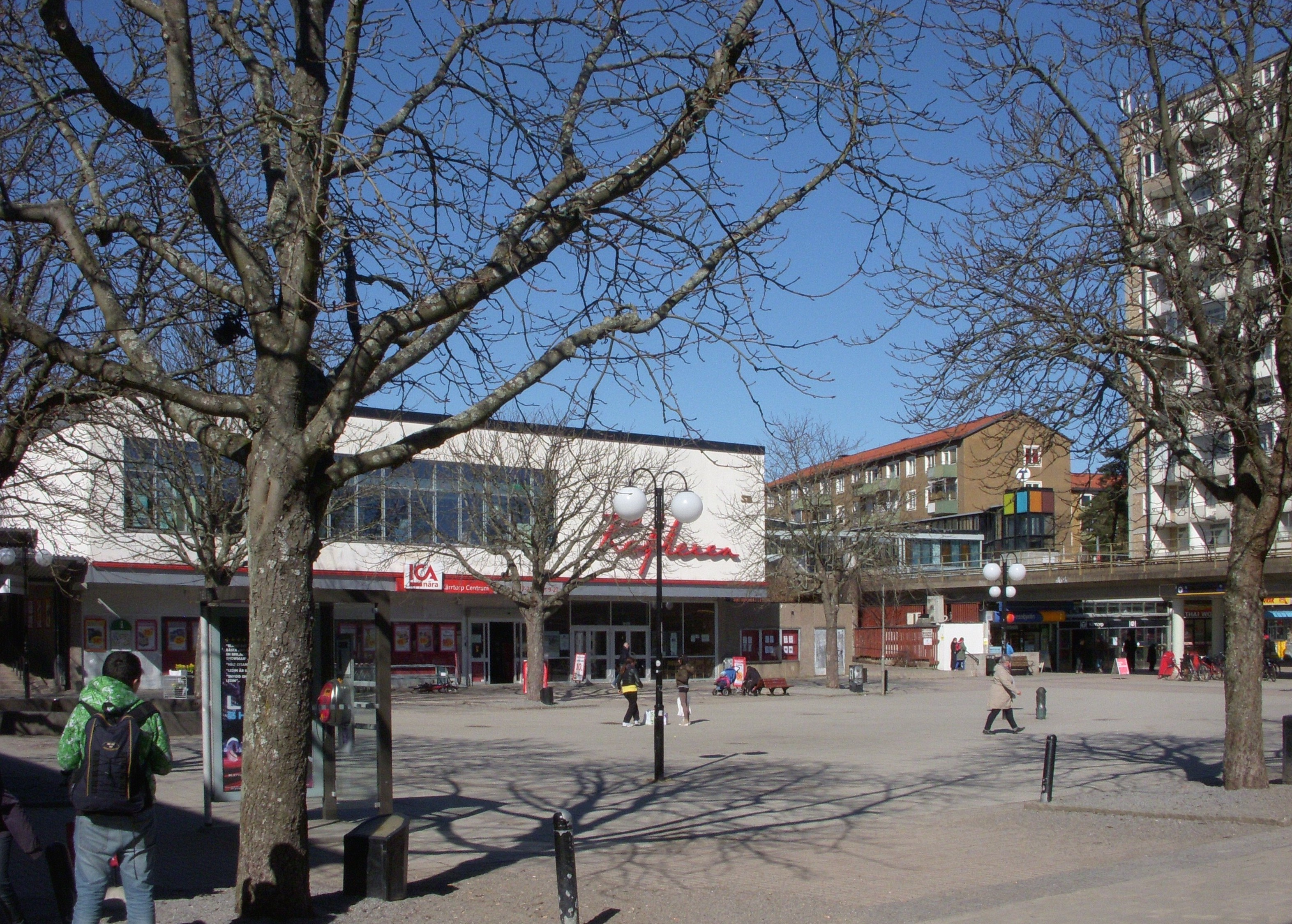
Kärrtorps centrum, invigt 1952
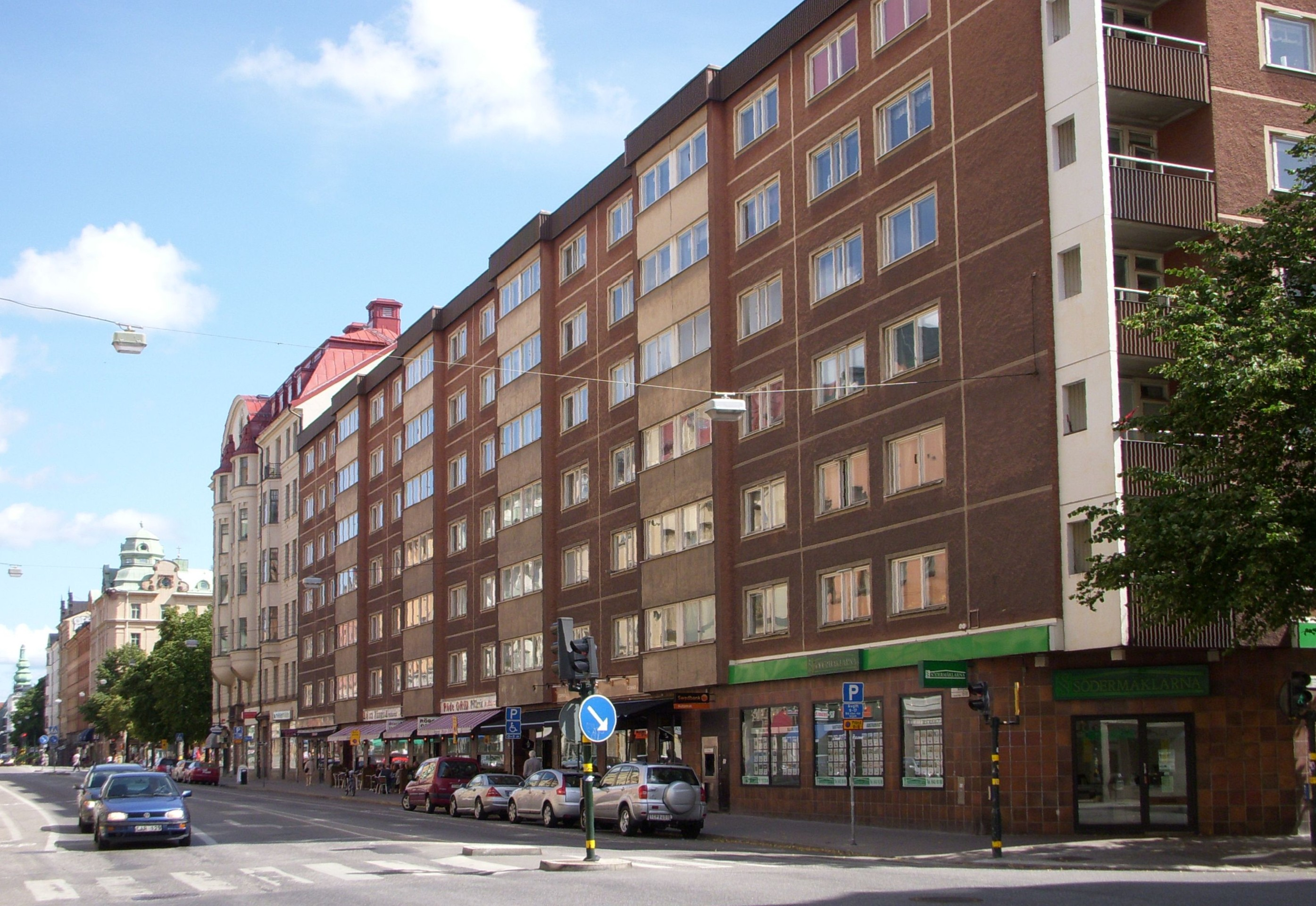
Rosendal mindre, vid Hornsgatan, uppfört 1973-1975
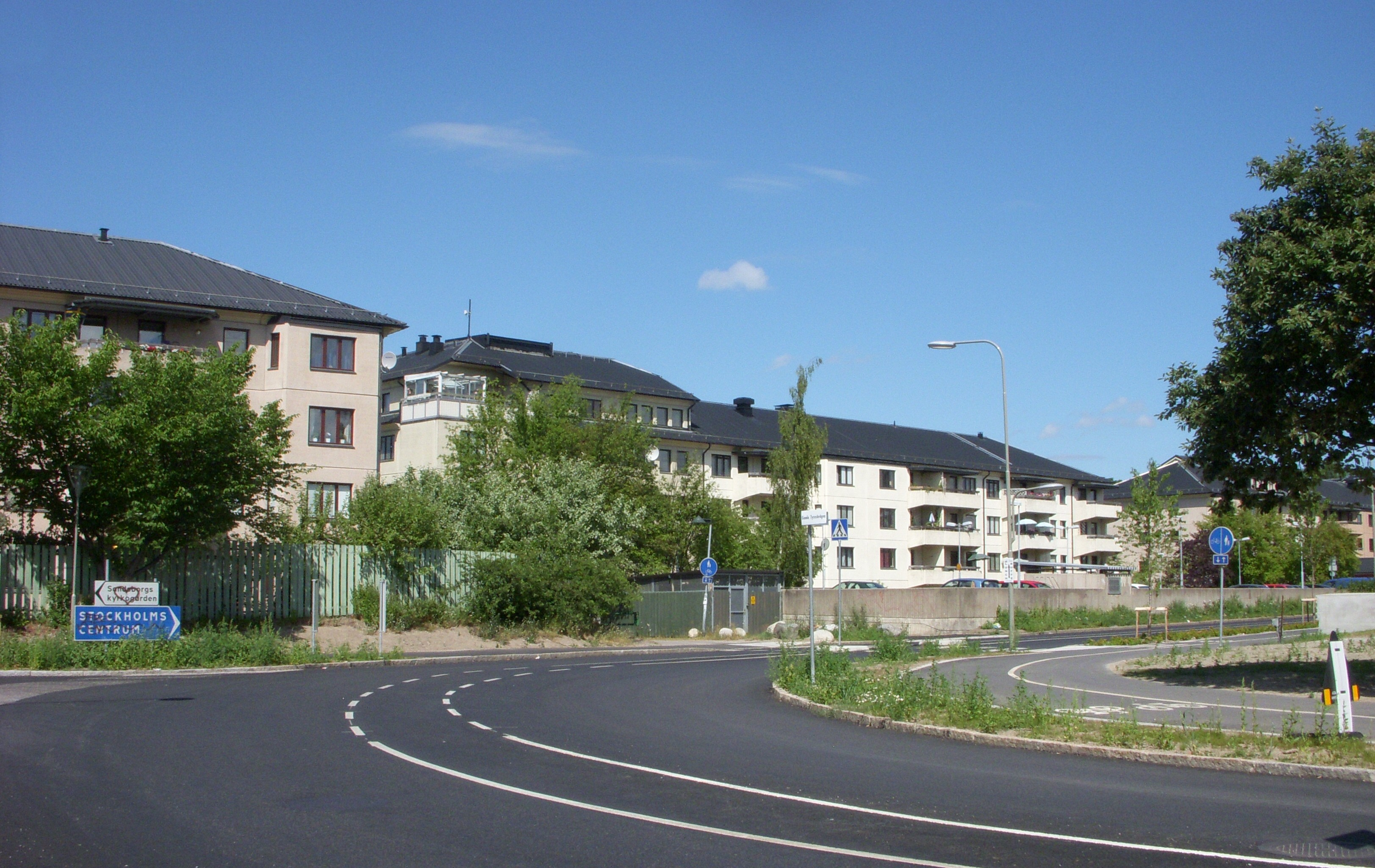
Dalens bostadsområde, uppfört 1979-1982
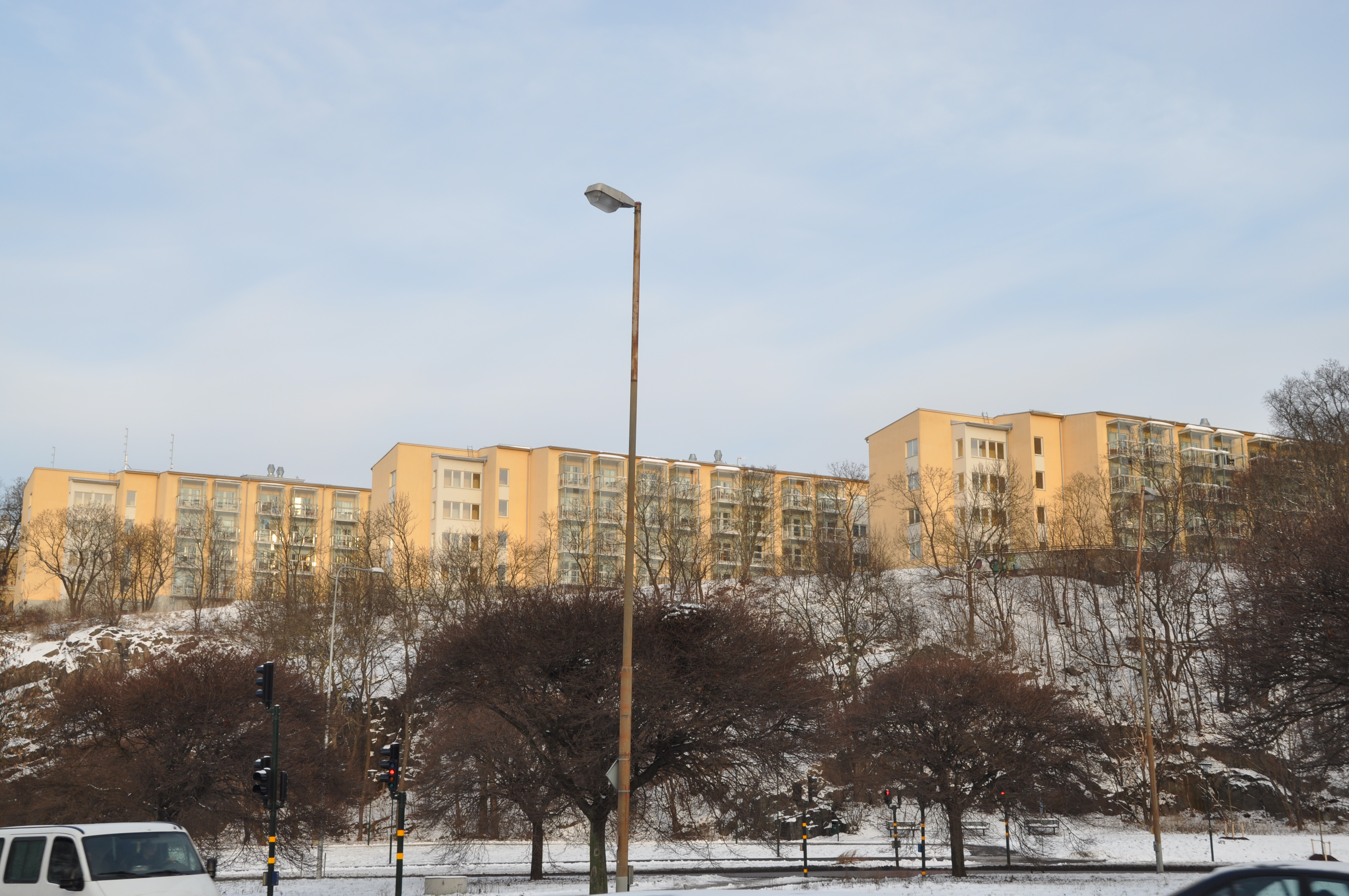
Kattrumpstullen 6, studentlägenheter, uppförda 2006-2007